# لاولتا
لاولتا یا ولتا (بهانگلیسی: Lavolta) یک نام انگلیسی برای رقص رنسانس (رقصی برای زوج‌ها، بعد از رنسانس) است. این رقص با گلیارد همراه بود و با همان نوع موسیقی نیز انجام می‌شد.